# Бодевиг, Курт
Курт Бо́девиг (нем. Kurt Bodewig, род. 25 апреля 1955) — немецкий политик, бывший министр транспорта и строительства.
Член СДПГ с 1973 года. В составе депутатов бундестага — с 1998 года.
Период его пребывания на посту федерального министра транспорта и строительства был отмечен вводом таможенных ограничений для снижения импорта грузовых автомобилей, и подписанием 20 сентября 2002 года договора с компанией «Toll Collect». После первоначальных технологических задержек и трудностей на сегодняшний день — это самый инновационный проект системы оплаты за пользование автомагистралью (Electronic Road Pricing system) приносящий ежегодно — 3,5 млрд евро дохода.